# Дальберг, Элси
Элси Маргарета Дальберг, также Дальберг-Сундборг (швед. Elsie Margareta Dahlberg; 8 декабря 1916, Стокгольм — 27 января 2005, там же) — шведская художница и скульптор.

## Биография и творчество
Элси Дальберг родилась в 1916 году в Стокгольме. Её родителями были Ларс Фредрик Дальберг, торговец, и его жена Анна. С детства Элси хотела стать художницей и, познакомившись благодаря однокласснице с Молли Фаустман, стала бывать у неё. Однако академическое обучение она начала лишь в 1937 году, на вечерних курсах в Технической школе (Tekniska skolan), поскольку днём ей приходилось работать, чтобы обеспечить себя. Со временем Элси поняла, что скульптура её интересует больше, чем живопись, и занялась лепкой из глины.
В 1941 году Элси Дальберг поступила в Королевскую академию искусств. В том же году она вышла замуж за Пера Сундберга, курсанта лётного училища, и в 1943 году у них родилась дочь. В 1951 году семья переселилась в Лидингё. Брак оказался неудачным: карьера мужа не состоялась, он начал пить и у него развился маниакально-депрессивный психоз. Супруги, однако же, не расстались, и Элси оставалась с мужем вплоть до его смерти в 1993 году.

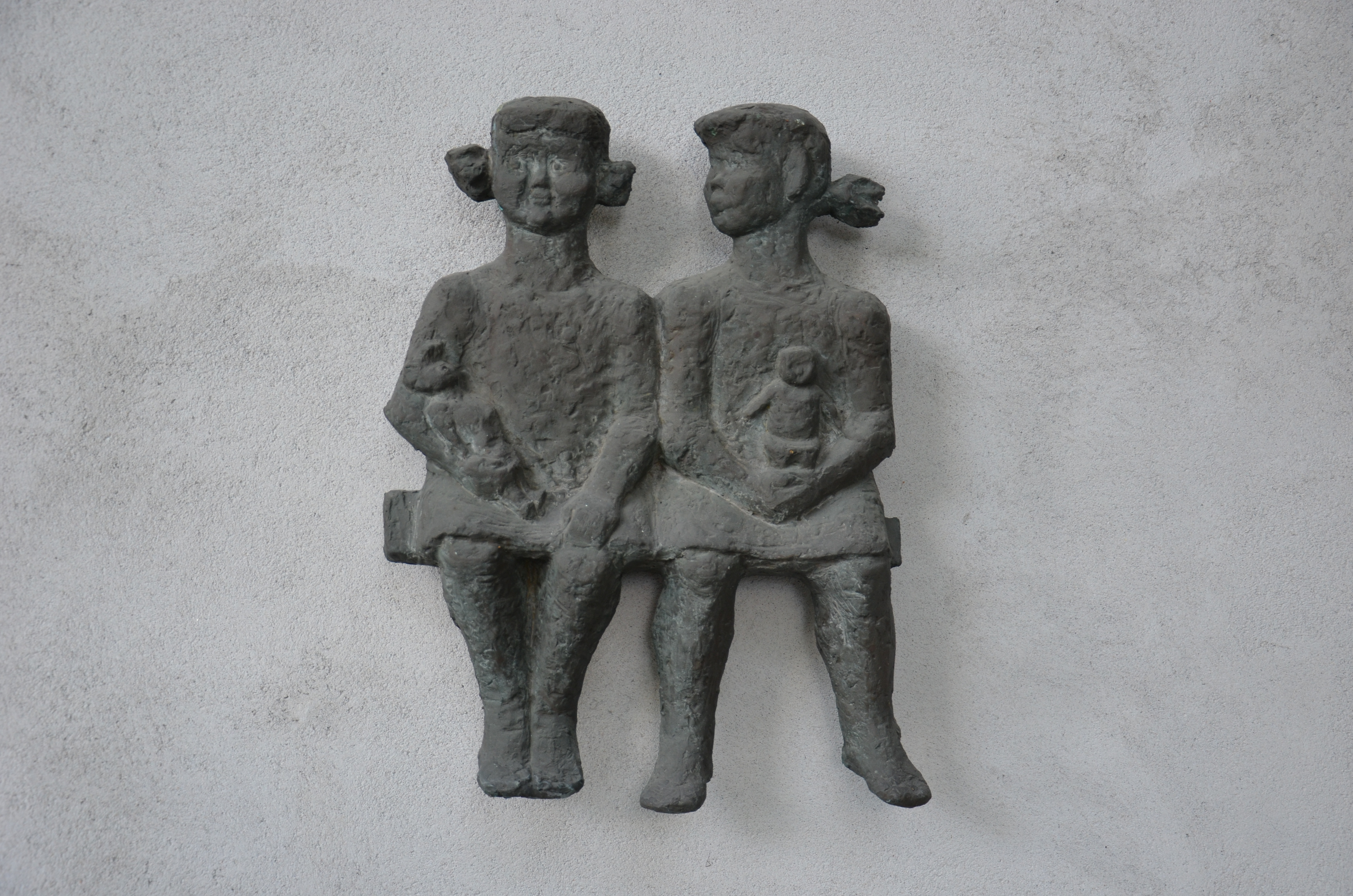
Элси Дальберг. Настенный рельеф в Энебюберге

В Лидингё Дальберг сблизилась с группой художников и скульпторов, в которую входили Сири Деркерт, Бьёрн Эрлинг Эвенсен и Эва Ланге. Она начала принимать участие в выставках группы и получать заказы на создание скульптур для общественных учреждений. В 1970 году она выиграла конкурс на создание скульптурной группы для площади в Мьёльбю. В 1973 году Элси Дальберг стала первой женщиной — председателем стокгольмского Дома художников. В 1975 году было создано Общество скульпторов (Skulptörförbund), и Элси Дальберг была в числе основателей.
Дальберг создала множество скульптур, преимущественно из бронзы, предназначенных украшать пространство различных городов Швеции. Кроме того, она является автором ряда деревянных скульптур, в том числе Lugnetgymnasiet в Фалуне, изображающую Одиссея в окружении сирен. Художница много путешествовала, побывала в Египте, Мексике и США, а в 1960-х годах дважды посетила Советский Союз. Когда её дочь Хелена в 1980 году поселилась на острове Готланд, Дальберг стала часто бывать там, делая зарисовки и экспериментируя с новыми техниками.
Элси Дальберг умерла в 2005 году и была похоронена на Северном кладбище в Сольне.